# بونيرة بنسلفانية
بونيرة بنسلفانية (الاسم العلمي:Ponera  pennsylvanica) هي نوع من حشرات تتبع جنس البونيرة من فصيلة النمليات.